# LITTLE FANTASY
『LITTLE FANTASY』（リトル・ファンタジー）は、1979年10月にリリースされた尾崎亜美の5作目のスタジオ・アルバムである。東芝EMI/エキスプレス時代最後のオリジナル・アルバムとなった。

## 背景
帯コピー：眩しすぎる亜美のハレーション・トリップ――気分は光。
すべての曲の作詞、作曲および編曲は尾崎亜美自身である。レコーディングの際にはヴォコーダーを使用するなど、当時としては最新の機材を導入して行われた。シンセサイザー・プログラミングにはYMOのレコーディングに数多く参加していた松武秀樹を起用している。
尾崎は本作を前作『PRISMY』の延長線にあり、SFっぽいコンセプトで遊び心がさらに強くなったアルバムだと評している。さらに、タイトルのイメージとギャップのあるアルバムだといい、「表向きは明るくて派手だけれども、ソフトな感じの曲も多く入っている。コンセプト・アルバムのようでも実際はバラエティに富んでいて、曲ごとの振り幅が大きいんですね。」と述べている。
シングル「ジェシー」(アルバム・ヴァージョン) 、「スローダンシング」とB面曲「心にメイクアップ」を収録。A-1「FOR YOU」は、丸井のCMイメージソングとして使用された。A-5「RAIN WALTZ & LOVING YOU」はハイ・ファイ・セットのアルバム『閃光 (フラッシュ)』収録曲のセルフカバー。本作ではこの曲に「ムーン・リバー」を挿入している。
2009年4月22日にリリースされた再発盤（CD:TOCT-26827・紙ジャケット仕様）には、「ジェシー」のシングル・ヴァージョンとB面曲「回転木馬」の2曲がボーナス・トラックとして追加されている。

## 収録曲

### LP / CT
| 全作詞・作曲・編曲: 尾崎亜美。 |                                                                                |          |            |      |
| #                              | タイトル                                                                       | 作詞     | 作曲・編曲 | 時間 |
| 1.                             | 「FOR YOU」                                                                    | 尾崎亜美 | 尾崎亜美   | 3:14 |
| 2.                             | 「LITTLE FANTASY」                                                             | 尾崎亜美 | 尾崎亜美   | 4:58 |
| 3.                             | 「BLUE CITY」                                                                  | 尾崎亜美 | 尾崎亜美   | 3:23 |
| 4.                             | 「香港紙人形 (Hong Kong Paper Doll)」                                          | 尾崎亜美 | 尾崎亜美   | 3:40 |
| 5.                             | 「RAIN WALTZ & LOVING YOU」(挿入歌「ムーン・リバー」ヘンリー・マンシーニ 作曲) | 尾崎亜美 | 尾崎亜美   | 3:35 |

| 全作詞・作曲・編曲: 尾崎亜美。 |                                              |          |            |      |
| #                              | タイトル                                     | 作詞     | 作曲・編曲 | 時間 |
| 1.                             | 「ジェシー (Jesse)」(アルバム・ヴァージョン) | 尾崎亜美 | 尾崎亜美   | 3:06 |
| 2.                             | 「スローダンシング」                         | 尾崎亜美 | 尾崎亜美   | 4:03 |
| 3.                             | 「少年の炎を消さないで」                     | 尾崎亜美 | 尾崎亜美   | 3:37 |
| 4.                             | 「心にメイクアップ」                         | 尾崎亜美 | 尾崎亜美   | 3:51 |
| 5.                             | 「午前五時の旋律」                           | 尾崎亜美 | 尾崎亜美   | 3:11 |

### CD
| 全作詞・作曲・編曲: 尾崎亜美。 |                                              |          |            |      |
| #                              | タイトル                                     | 作詞     | 作曲・編曲 | 時間 |
| 1.                             | 「FOR YOU」                                  | 尾崎亜美 | 尾崎亜美   | 3:14 |
| 2.                             | 「LITTLE FANTASY」                           | 尾崎亜美 | 尾崎亜美   | 4:58 |
| 3.                             | 「BLUE CITY」                                | 尾崎亜美 | 尾崎亜美   | 3:23 |
| 4.                             | 「香港紙人形 (Hong Kong Paper Doll)」        | 尾崎亜美 | 尾崎亜美   | 3:40 |
| 5.                             | 「RAIN WALTZ & LOVING YOU」                  | 尾崎亜美 | 尾崎亜美   | 3:35 |
| 6.                             | 「ジェシー (Jesse)」(アルバム・ヴァージョン) | 尾崎亜美 | 尾崎亜美   | 3:06 |
| 7.                             | 「スローダンシング」                         | 尾崎亜美 | 尾崎亜美   | 4:03 |
| 8.                             | 「少年の炎を消さないで」                     | 尾崎亜美 | 尾崎亜美   | 3:37 |
| 9.                             | 「心にメイクアップ」                         | 尾崎亜美 | 尾崎亜美   | 3:51 |
| 10.                            | 「午前五時の旋律」                           | 尾崎亜美 | 尾崎亜美   | 3:11 |

| 全作詞・作曲・編曲: 尾崎亜美。 |                                      |          |            |      |
| #                              | タイトル                             | 作詞     | 作曲・編曲 | 時間 |
| 11.                            | 「ジェシー」(シングル・ヴァージョン) | 尾崎亜美 | 尾崎亜美   | 3:12 |
| 12.                            | 「回転木馬」                         | 尾崎亜美 | 尾崎亜美   | 4:20 |
| 合計時間:                      | 合計時間:                            | 44:37    |            |      |

## シングル

### 概要
表題曲「ジェシー」 はアルバム『LITTLE FANTASY』には異なるバージョンで収録された。B面曲「回転木馬」はオリジナル・アルバム未収録曲であり、長らくCD音源も存在しなかったが、2009年4月にリリースされた『LITTLE FANTASY』の再発盤にボーナストラックとして収録され、漸く初CD化がなされた。
| 全作詞・作曲・編曲: 尾崎亜美。 |              |          |            |      |
| #                              | タイトル     | 作詞     | 作曲・編曲 | 時間 |
| A.                             | 「ジェシー」 | 尾崎亜美 | 尾崎亜美   | 3:12 |
| B.                             | 「回転木馬」 | 尾崎亜美 | 尾崎亜美   | 4:18 |
| 合計時間:                      | 合計時間:    | 7:30     |            |      |

9枚目のシングル。表題曲はそのタイトルの通りに、ゆったりとした演奏をバックにして恋人との別れを感情豊かに歌った曲。
| 全作詞・作曲・編曲: 尾崎亜美。 |                      |          |            |      |
| #                              | タイトル             | 作詞     | 作曲・編曲 | 時間 |
| A.                             | 「スローダンシング」 | 尾崎亜美 | 尾崎亜美   | 4:03 |
| B.                             | 「心にメイクアップ」 | 尾崎亜美 | 尾崎亜美   | 3:51 |
| 合計時間:                      | 合計時間:            | 7:54     |            |      |

## 参加ミュージシャン
| FOR YOU Vocal, E. Piano, Ac. Piano：尾崎亜美 E. Guitar：鈴木茂 E. Bass：後藤次利 Drums：林立夫 Percussion：ペッカー Strings：多グループ Chorus：AMII'S CHILD LITTLE FANTASY Vocal, Prophet 5, Vocoder：尾崎亜美 E. Guitar：鈴木茂 E. Bass：後藤次利 Drums：林立夫 Percussion：ペッカー E. Piano, Oberheim 4 Voice synthesizer：佐藤準 1st E. Guitar：松原正樹 Synthesizer Programming：松武秀樹 BLUE CITY Vocal, Prophet 5, Vocoder：尾崎亜美 E. Guitar：鈴木茂 E. Bass：後藤次利 Drums：林立夫 Percussion：ペッカー A. Guitar：Ted M. Gibson 1st E. Guitar：松原正樹 Synthesizer Programming：松武秀樹 香港紙人形 (Hong Kong Paper Doll) Vocal, Marimba, Prophet 5：尾崎亜美 E. Guitar：鈴木茂 E. Bass：後藤次利 Drums：林立夫 E. Piano, Hammond：佐藤準 A. Guitar：Ted M. Gibson Alto Sax：ジェイク・コンセプション Chinese Cymbals：玉子聡 Synthesizer Programming：松武秀樹 RAIN WALTZ & LOVING YOU Vocal, E. Piano, Glocken Spiel, Cembalo：尾崎亜美 E. Guitar：鈴木茂 E. Bass：後藤次利 Drums：林立夫 A. Piano：佐藤準 A. Guitar：Ted M. Gibson Strings：多グループ Harp：山川恵子 Chorus：AMII'S CHILD | ジェシー (Jesse) Vocal, Marimba, A. Piano, Polymoog Synthesizer：尾崎亜美 E. Guitar：鈴木茂 E. Bass：後藤次利 Drums：林立夫 Percussion：浜口茂外也 Alto Sax：ジェイク・コンセプション Strings：玉野ストリングス Chorus：AMII'S CHILD スローダンシング Vocal, Prophet 5：尾崎亜美 E. Guitar：鈴木茂 A. Guitar：Ted M. Gibson E. Bass：後藤次利 Drums：林立夫 Strings：多グループ Chorus：AMII'S CHILD Synthesizer Programming：松武秀樹 少年の炎を消さないで Vocal, A. Piano, E. Piano：尾崎亜美 E. Guitar：鈴木茂 E. Bass：後藤次利 Drums：林立夫 Percussion：ペッカー A. Guitar：Ted M. Gibson Harp：山川恵子 Strings：多グループ Chorus：AMII'S CHILD 心にメイクアップ Vocal, Prophet 5：尾崎亜美 E. Guitar：鈴木茂 E. Bass：後藤次利 Drums：林立夫 A. Piano：佐藤準 Strings：多グループ Trumpet：数原晋・岸義和 Trombone：荒井英治 Chorus：AMII'S CHILD T. Sax：村岡建 Alto Sax：ジェイク・コンセプション B. Sax：砂原俊三 Synthesizer Programming：松武秀樹 午前五時の旋律 Vocal, Pianica：尾崎亜美 A. Guitar：Ted M. Gibson |

## レコーディングスタッフ
プロデューサー：尾崎亜美
エグゼクティヴ・プロデューサー：武藤敏史
ディレクター：Teruhito Imai
レコーディング&ミキシング・エンジニア：Kohji Suzuki

## カバーデザイン
アート・ディレクション：Masatoshi Hirose
デザイン：Hirofumi Arai + gil
写真：Tamjin

## リリース日一覧
| 地域 | リリース日    | レーベル                  | 規格                   | カタログ番号   | 備考                                              |
| ---- | ------------- | ------------------------- | ---------------------- | -------------- | ------------------------------------------------- |
| 日本 | 1979年10月5日 | 東芝EMIエキスプレス       | LP                     | ETP-80105      | stereo                                            |
| 日本 | 1987年8月26日 | 東芝EMIエキスプレス       | CD                     | CA32-1532      |                                                   |
| 日本 | 1993年4月7日  | 東芝EMIエキスプレス       | CD                     | TOCT-6940      |                                                   |
| 日本 | 2004年4月1日  | EMIミュージック・ジャパン | デジタル・ダウンロード | 00094631372155 | mora                                              |
| 日本 | 2004年4月1日  | EMIミュージック・ジャパン | デジタル・ダウンロード | B0047HSVE4/    | アマゾン                                          |
| 日本 | 2004年4月1日  | EMIミュージック・ジャパン | デジタル・ダウンロード | A1000020887    | レコチョク                                        |
| 日本 | 2005年8月4日  | EMIミュージック・ジャパン | デジタル・ダウンロード | 715733112      | Apple Music                                       |
| 日本 | 2009年4月22日 | EMIミュージック・ジャパン | CD                     | TOCT-26827     | 紙ジャケット、24bitリマスター、ボーナス・トラック |